# Rudolf Engel
Pour les articles homonymes, voir Engel.
Rudolf Engel (né le 12 septembre 1903 à Berlin, mort le 16 octobre 1993 dans la même ville) est un résistant communiste allemand au nazisme puis homme politique de la République démocratique allemande. Il est directeur de la DEFA de 1948 à 1950, directeur de l'académie allemande des arts de 1950 à 1955 et secrétaire général de la commission des travaux de l'UNESCO en RDA.

## Biographie
Rudolf Engel, né dans une famille ouvrière, sociale-démocrate, travaille comme cuisinier, menuisier, chauffeur et acteur. Son frère est l'acteur Alexander Engel. En 1920, il est membre de la Ligue des jeunes communistes d'Allemagne. Il se lance en 1922 dans le théâtre et fait partie d’un groupe agitprop. En 1926, lorsque le KDP décide d'utiliser la radio comme moyen de propagande, Engel est engagé comme speaker.
Il devient plus tard membre de l'Appareil anti-militaire, le service de renseignement du Parti communiste d'Allemagne (KPD), qui existe de 1919 à 1937. Engel a pour nom de code Ludwig. En juin 1932, Engel s'inscrit au Parti national-socialiste des travailleurs allemands (NSDAP) dans le cadre de cette fonction et entretient des liens avec Joseph Goebbels et Otto Strasser. En janvier 1934, il est démasqué et brièvement détenu. En février 1934, il s'enfuit temporairement en Tchécoslovaquie.
En 1934 et 1935, Engel travaille illégalement pour le KPD dans le territoire du bassin de la Sarre et est rédacteur en chef d'un journal illégal du KPD. En 1935, il s'exile de nouveau en Union soviétique. À Moscou, il suit une formation politique et militaire à l'école de l'Internationale communiste, où il prend son futur nom de code "Ludwig Franken". De juin 1936 à janvier 1937, il travaille comme chauffeur à l'usine de Karbolit à Orekhovo-Zouïevo.
En 1937 et 1938, Engel est officier dans les Brigades internationales de la guerre d'Espagne. Il est officier d'information du bataillon Tchapaïev (de) et est blessé à Brunete en juin 1937. À partir de 1938, il s'occupe d'anciens combattants espagnols en France. Après le déclenchement de la Seconde Guerre mondiale en 1939, il est brièvement interné au camp du Vernet, puis contraint de travailler et vit comme chauffeur de bus avec sa famille qu'il a fondée en France, à Sète, jusqu'en 1942. Avant l'arrivée des troupes allemandes fin juin 1940, il fuit vers le Massif central, où il rejoint la Résistance et devient membre du Comité Allemagne libre pour l’Ouest (CALPO) ; il édite des documents en allemand à destination des soldats de la Wehrmacht. Chef d'état-major d'un bataillon des Francs-tireurs et partisans opérant dans le Cantal, il obtient le grade de capitaine.
En 1945, Engel retourne en Allemagne et devient le directeur de l'organisation de l'administration centrale pour les personnes réinstallées, dont il est président de novembre 1946 à avril 1948. Il devient membre du Parti socialiste unifié d'Allemagne (SED) en 1946 et vice-président du département d'art et de littérature de l'Administration allemande de l'Éducation populaire (de) en 1948-1949. Engel est directeur de la DEFA de 1948 à 1950 et directeur de l'académie allemande des arts de 1950 à 1955. À partir de 1955, il travaille au ministère des Affaires étrangères de la RDA. De 1963 à 1967, il est conseiller d'ambassade et attaché culturel à Prague et, à partir de 1968, secrétaire général de la commission des travaux de l'UNESCO en RDA. De 1970 à 1972, il est éditeur et co-éditeur de la série de disques Aurora, le label d'Ernst Busch, pour le compte de l'Académie allemande des arts. Engel devient membre du PDS en 1990.